# LH 41-1042
LH 41-1042 är en Wolf-Rayet-stjärna belägen i Stora magellanska molnet i södra delen av stjärnbilden Svärdfisken. Den har en skenbar magnitud av ca 13,95 och kräver ett kraftfullt teleskop för att kunna observeras. Den beräknas befinna sig på ett avstånd av ca 160000 ljusår (ca 49000 parsec) från solen.

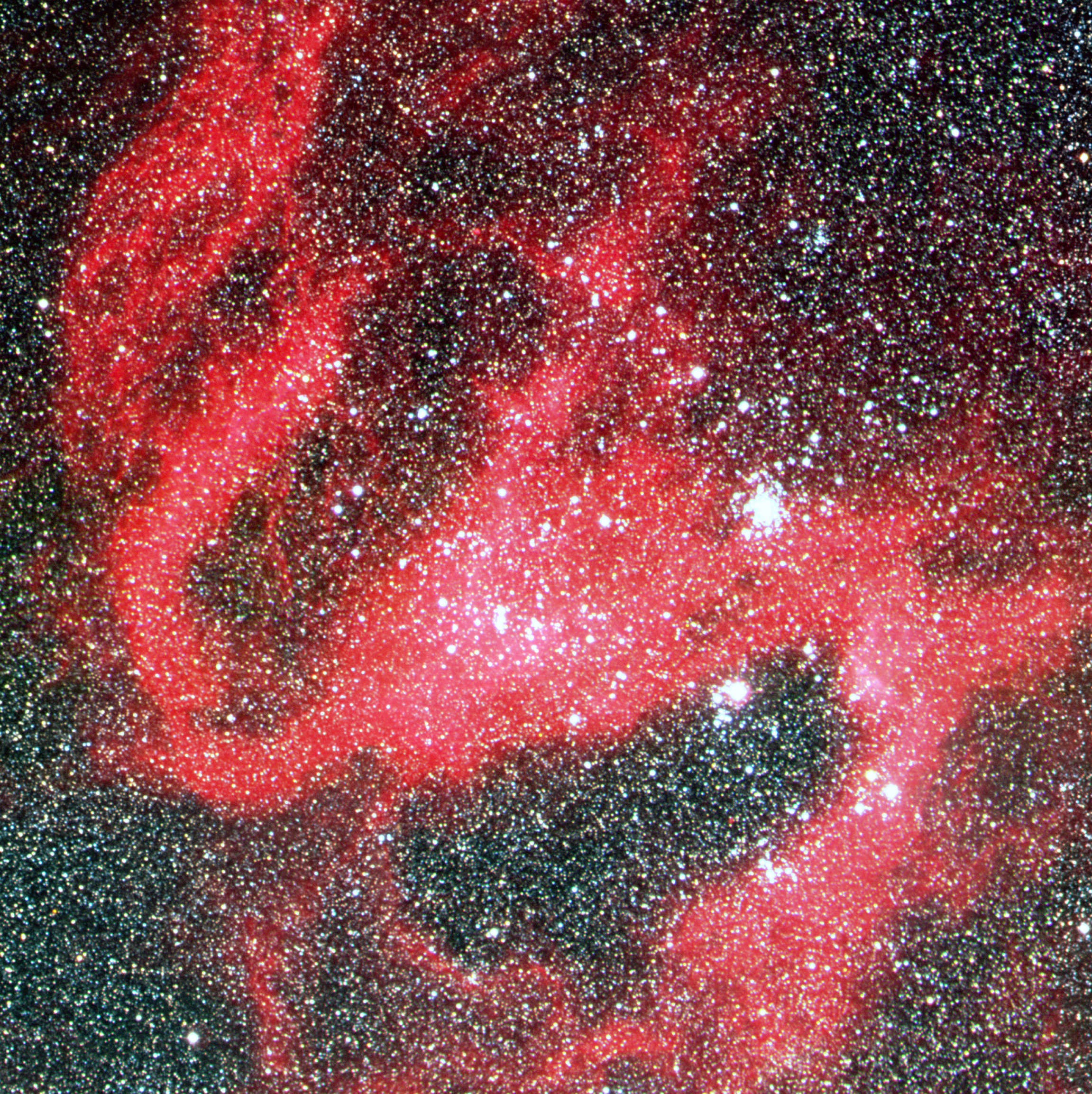
N119- H II-regionerna. LH 41-1042 och LMC195-1 är båda i den centrala kärnan av det täta klustret till höger om mitten.

## Observation
Stjärnan identifierades 2012 vid en undersökning av stjärnföreningen LH41, även känd som NGC 1910, med hjälp av ett av 6,5-meters Magellanteleskopen vid Las Campanasobservatoriet i Chile. Den är en mycket sällsynt medlem av WO-syreserien, den andra som upptäckts i LMC och en av endast tre som hittills hittats i Stora magellanska molnet.
LH 41-1042 ligger i den rika stjärnföreningen LH 41 (NGC 1910) som innehåller två lysande blå variabler, S Doradus och R85, WN5-stjärnan BAT99-27 och en annan WO-stjärna LMC195-1. De två WO-stjärnorna är åtskilda med bara 9 bågsekunder. WO-stjärnor klassificeras på basis av OVI-emission vid 381,1-383,4 nm, vilket är svagt eller saknas i andra Wolf–Rayet-stjärnor. WO4-underklassen definieras som att ha förhållandet OVI till OV-emissionsstyrka mellan 0,5 och 1,8. I den nya stjärnan var förhållandet mellan dessa linjestyrkor 0,7.

## Egenskaper
LH 41-1042 är en blå stjärna av spektralklass WO4. Den har en massa av ca 8,4 solmassor, en radie av ca 0,62 solradie och utsänder energi från dess fotosfär motsvarande ca 182 000 gånger solen vid en effektiv temperatur av ca 150 600 K. Den höga temperaturen och ljusstyrkan hos LH 41-1042 genererar en stjärnvind med en hastighet av 3 500 km/s och stjärnan förlorar massa ungefär en miljard gånger snabbare än solen. Det uppskattas att den har tömt dess kärna av helium och bara har 9 000 år kvar innan den exploderar som en supernova av typ Ic.